# Kaveinga
Kaveinga is een geslacht van kevers uit de familie van de loopkevers (Carabidae). De wetenschappelijke naam van het geslacht is voor het eerst geldig gepubliceerd in 1978 door R.T. & J.R. Bell.

## Soorten
Het geslacht Kaveinga omvat de volgende soorten:
- Kaveinga abbreviata (Lea, 1904)
- Kaveinga bellorum Emberson, 1995
- Kaveinga cylindrica (Arrow, 1942)
- Kaveinga fibulata R.T. & J.R. Bell, 1979
- Kaveinga frontalis (Grouvelle, 1903)
- Kaveinga histrio R.T. & J.R. Bell, 1979
- Kaveinga kukum R.T. & J.R. Bell, 1979
- Kaveinga lupata R.T. & J.R. Bell, 1979
- Kaveinga lusca (Chevrolat, 1875)
- Kaveinga marifuanga R.T. & J.R. Bell, 1979
- Kaveinga nudicornis R.T. & J.R. Bell, 1979
- Kaveinga occipitalis (Grouvelle, 1903)
- Kaveinga okapa R.T. & J.R. Bell, 1979
- Kaveinga orbitosa (Broun, 1880)
- Kaveinga parva (Grouvelle, 1895)
- Kaveinga pignoris R.T. & J.R. Bell, 1979
- Kaveinga poggii R.T. & J.R. Bell, 1985
- Kaveinga setosa Grouvelle, 1903
- Kaveinga stiletto R.T. & J.R. Bell, 1992
- Kaveinga strigiceps R.T. & J.R. Bell, 1979
- Kaveinga ulteria R.T. & J.R. Bell, 1979
- Kaveinga waai R.T. & J.R. Bell, 2000
- Kaveinga walfordi R.T. & J.R. Bell, 1992